# Franz Saran
Franz Saran (* 27. Oktober 1866 in Altranstädt, Landkreis Merseburg; † 22. April 1931 in Erlangen) war ein deutscher Germanist und Metriker.

## Leben
Nach dem Schulbesuch in Halle (Saale) studierte Saran Philologie (Latein, Griechisch, Romanistik und Germanistik), Geschichte und Philosophie an den Universitäten Halle, Leipzig und Freiburg. Im Jahr 1889 promovierte er mit einer Arbeit über die Lyrik des Hartmann von Aue zum Dr. phil. Als Stipendiat ging er für Sprachstudien nach Paris. Danach war er Lehrer bei den Franckeschen Stiftungen. 1895 absolvierte er seinen Wehrdienst und schied aus der Armee als Secondelieutenant aus. Er habilitierte sich im selben Jahr für Germanistik, Thema seiner Qualifikationsschrift war das Evangelienbuch des Otfried von Weißenburg. Konrad Burdach erteilte Sarans Habilitation ein negatives Gutachten; Philipp Strauch setzte hingegen die Erteilung der Venia Legendi an Saran durch, wenngleich er die Darstellung „in der Tat oft auffallend ungewandt und unplastisch“ fand.
1907 wurde er zum außerordentlichen Professor ernannt. Gemeinsam mit seinem Schüler Ewald Geißler hielt er Lehrveranstaltungen für Verslehre in Halle. Ein Ordinariat erhielt er 1913 an der Universität Erlangen. Mit Publikationen zum Hildebrandslied (1915) und den Heldengedichten des Mittelalters (1922) erwies er sich als produktiver Wissenschaftler. 1917 setzte er sich für einen Wechsel Ewald Geißlers von Halle nach Erlangen ein. Zu Sarans Habilitanden gehörte neben Geißler auch Kurt May (beide 1925). Sarans Lehrbuch Das Übersetzen aus dem Mittelhochdeutschen (1930) war für mehrere Generationen von Germanistikstudenten prägend und wurde nach seinem Tod von Bert Nagel fortgeführt. Dagegen endete (bis auf einen postum veröffentlichten Band) mit seinem Tod die von ihm ab 1909 herausgegebene Schriftenreihe Bausteine zur Geschichte der neueren deutschen Literatur.